# Mardi Gras

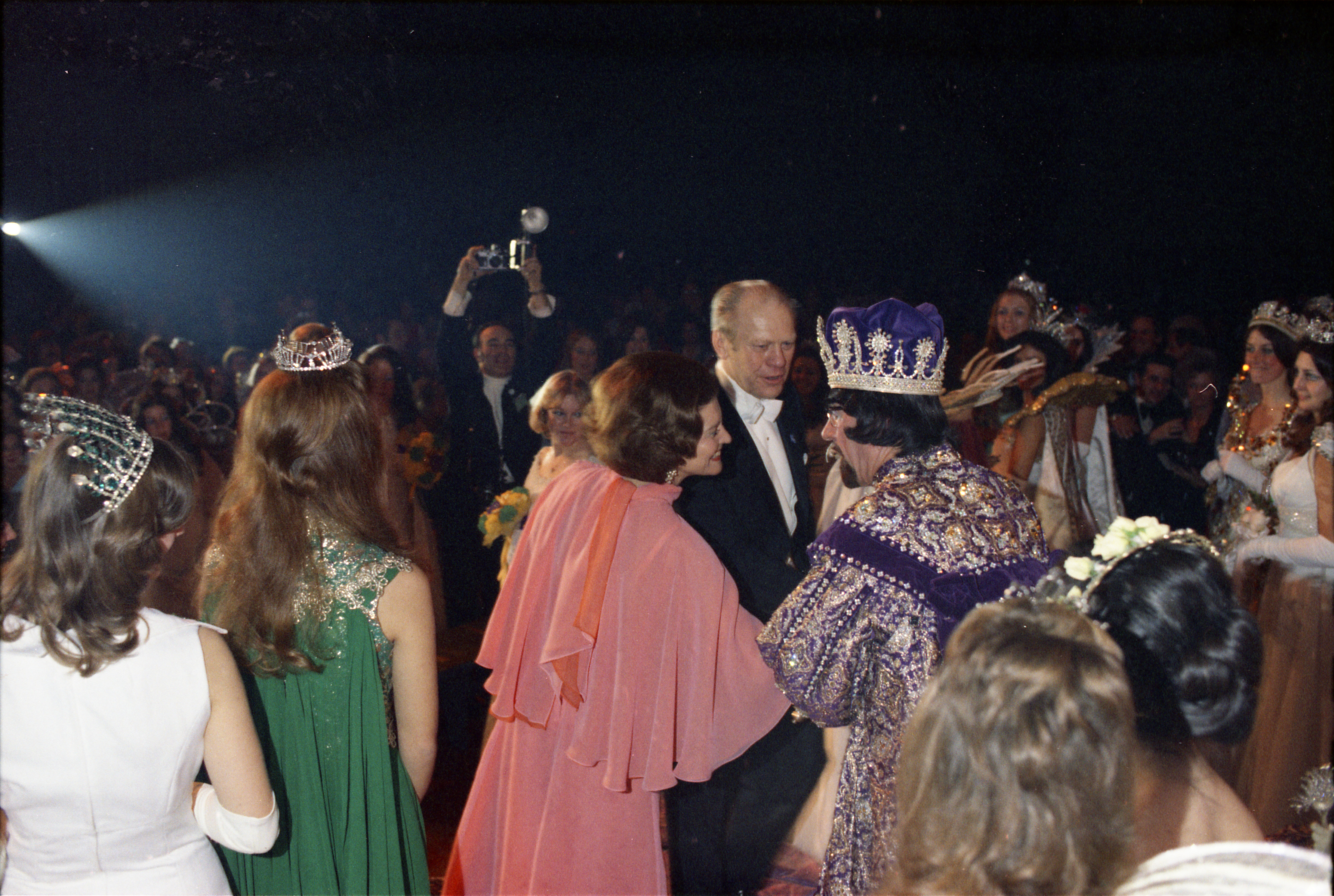
Președintele Gerald Ford și prima-doamnă Betty Ford la Balul Mardi Gras din Washington, D.C., 1975

Mardi Gras (franceză: Fat Tuesday; germană: Fetter Dienstag) sau Lăsatul secului este o perioadă de carnavaluri și petreceri, sărbătorită în mod tradițional între Bobotează și Miercurea Cenușii, prima zi a Postului Mare. Mardi Gras înseamnă în franceză „Marțea grasă”, reflectând obiceiurile ultimei nopți în care se mănâncă alimente bogate în grăsimi, înainte de începerea Postului Paștelui.
Sezonul festivalului variază de la un oraș la altul, unele rituri, cum ar fi cel din New Orleans, Louisiana, considerând că Mardi Gras se întinde pe întreaga perioadă dintre a douăsprezecea noapte (ultima noapte de Crăciun, urmată de Bobotează) și Miercurea Cenușii. Alții consideră doar cele trei zile dinainte de Miercurea Cenușii ca fiind Mardi Gras. În Mobile, Alabama, evenimentele publice asociate cu Mardi Gras încep în noiembrie, în apropiere de Ziua Recunoștinței. În vremuri mai vechi, paradele aveau loc de Anul Nou.
Carnavalul este o sărbătoare importantă în națiunile europene anglicane și catolice.

## Istorie și tradiții

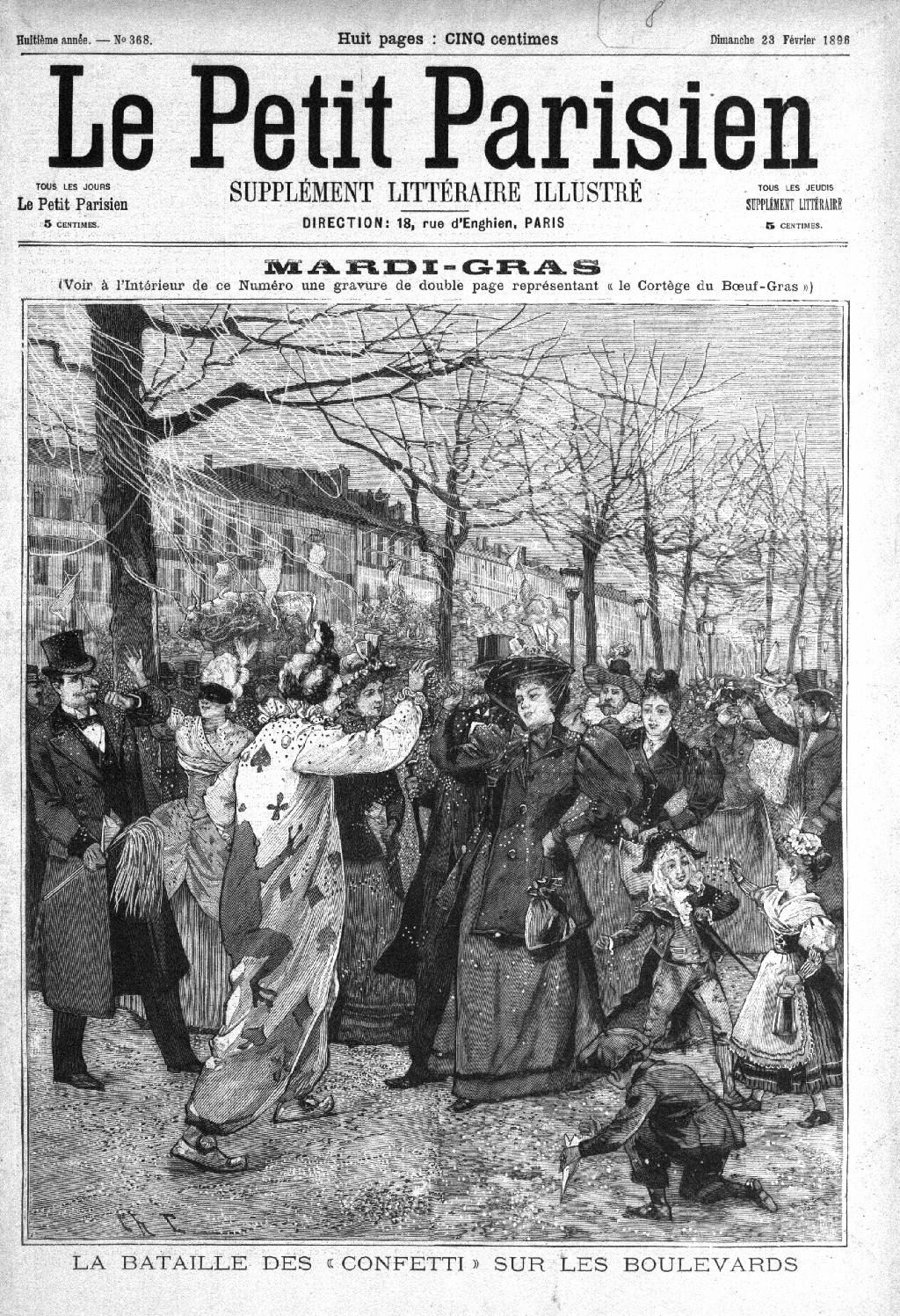
Mardi Gras la Paris: „Bătaie cu confetti pe bulevarde”, 1896

În Roma antică, sosirea primăverii era sărbătorită prin Calendele din martie, care reprezentau o ocazie pentru a te deghiza și a încălca interdicțiile.
În creștinismul catolic, conform unor tradiții, înainte de intrarea în Postul Mare (o perioadă de reflectare și abstinență) se obișnuiește să petreci, să dansezi și să-ți faci toate poftele, uneori până la exces. Festivitățile asociate carnavalului preced, în tradiția creștină, intrarea în Postul Mare, în timpul căruia credinciosul mănâncă „modest”, abținându-se de la carne. Abstinența este respectată în toate zilele de vineri din an, cu o atenție deosebită în zilele de vineri din Postul Paștelui.
Mardi Gras este, de asemenea, o zi populară pentru a mânca clătite (făcute din ingrediente „grase”, cum ar fi ouăle și untul), vafe și, mai ales, gogoși de carnaval. Copiii se costumează sau cer vecinilor de la sate ouă, zahăr, făină etc. pentru a face prăjituri sau clătite, care se mănâncă la sfârșitul după-amiezii.
În SUA, tradiția Mardi Gras a ajuns prin intermediul catolicilor de origine franceză. Pierre Le Moyne d'Iberville și fratele său, Jean-Baptiste Le Moyne de Bienville, au fost trimiși să protejeze drepturile Franței pe teritoriul numit atunci Louisiane, care includea părți din actualele state Alabama, Mississippi și Louisiana. Expediția condusă de Iberville a ajuns la gura de vărsare a fluviului Mississippi pe 2 martie 1699, Lunea Trandafirilor. Au călătorit în amonte până când au ajuns la un punct în care curgea un mic afluent (la mai puțin de 100 de kilometri în aval de actualul New Orleans) și și-au instalat corturile. Acest lucru s-a întâmplat la 3 martie 1699, în ziua de Mardi Gras. Astfel, Iberville a numit locul Point du Mardi Gras (Punctul Mardi Gras), și afluentul, Bayou Mardi Gras (Râul Mardi Gras).
În 1700, au izbucnit conflicte între populația indigenă și coloniști pe râul Mobile. Au fost aduse trupe franceze, iar luptele au continuat timp de mai mulți ani, fără niciun câștigător clar. Coloniștii francezi au scris despre dorul de casă și despre sărbătorirea Mardi Gras prin ospețe și cântece. Bienville a devenit guvernator în 1701, iar în 1702 a fondat Fort Louis de la Louisiane sau Fort Louis de la Mobile, și orașul Mobile în spatele acestuia, la 43 km de estuar. Această așezare a fost capitala Louisianei Franceze până când orașul a fost mutat pe locul actualului Mobile, Alabama, în 1711, din cauza inundațiilor și a bolilor. În 1703, aici a fost sărbătorit pentru prima dată un Mardi Gras american. În 1704, a avut loc primul Masque de la Mobile (Bal mascat din Mobile), care s-a ținut până în 1709. În 1710, Societé de Saint Louis a sărbătorit pentru prima dată festivalul Boeuf Gras (Boul gras), ceea ce a reprezentat și începutul Societății Boeuf Gras. În anul următor, această societate a organizat prima mică paradă.
În 1723, capitala Louisianei a fost mutată la New Orleans, fondat în 1718. Prima paradă de Mardi Gras din New Orleans a avut loc în 1837. Tradițiile din New Orleans s-au extins până în punctul în care au devenit, în percepția populară, sinonime cu orașul. Obiceiurile au fost adoptate de locuitori, deși nu toți aveau rădăcini franceze sau catolice.

### Zicale franțuzești
- În Marțea grasă, cine n-are carne, își ucide cocoșul. Cine nu are cocoș, își ucide soția.[10]
- Dacă soarele este pe cer în Marțea grasă, va fi acolo tot Postul Mare.[11]
- În Marțea grasă, iarna dispare.[12]
- De plouă în Marțea grasă, iarna își ia tălpășița.
- Când Marțea grasă este-n verde, Paștele se îmbracă-n alb.
- În seara de Marțea grasă, de vrei să ai napi, dansează pe bălegar.[13]

## Costume
Mardi Gras, ca celebrare a vieții hedoniste, se află în opoziție cu valorile perioadei de după Miercurea Cenușii. Paradele cu care alegorice în cinstea sărbătorii implică mai mereu folosirea de măști și costume de către participanți, cele mai populare culori fiind violet, verde și auriu. În New Orleans, de exemplu, sunt purtate frecvent costume de zâne, animale, eroi din mituri sau diverse costume medievale, precum și clovni sau indieni (nativi americani). Cu toate acestea, multe costume din zilele noastre sunt pur și simplu creații elaborate din pene și pelerine colorate. Spre deosebire de costumația de Halloween, costumele de Mardi Gras nu sunt asociate cu entități ca vampirii, zombii, mumiile ori liliecii, deși moartea poate fi o temă în unele dintre ele. Tradiția de la Veneția a introdus și măștile de aur în lotul tipic de costume.

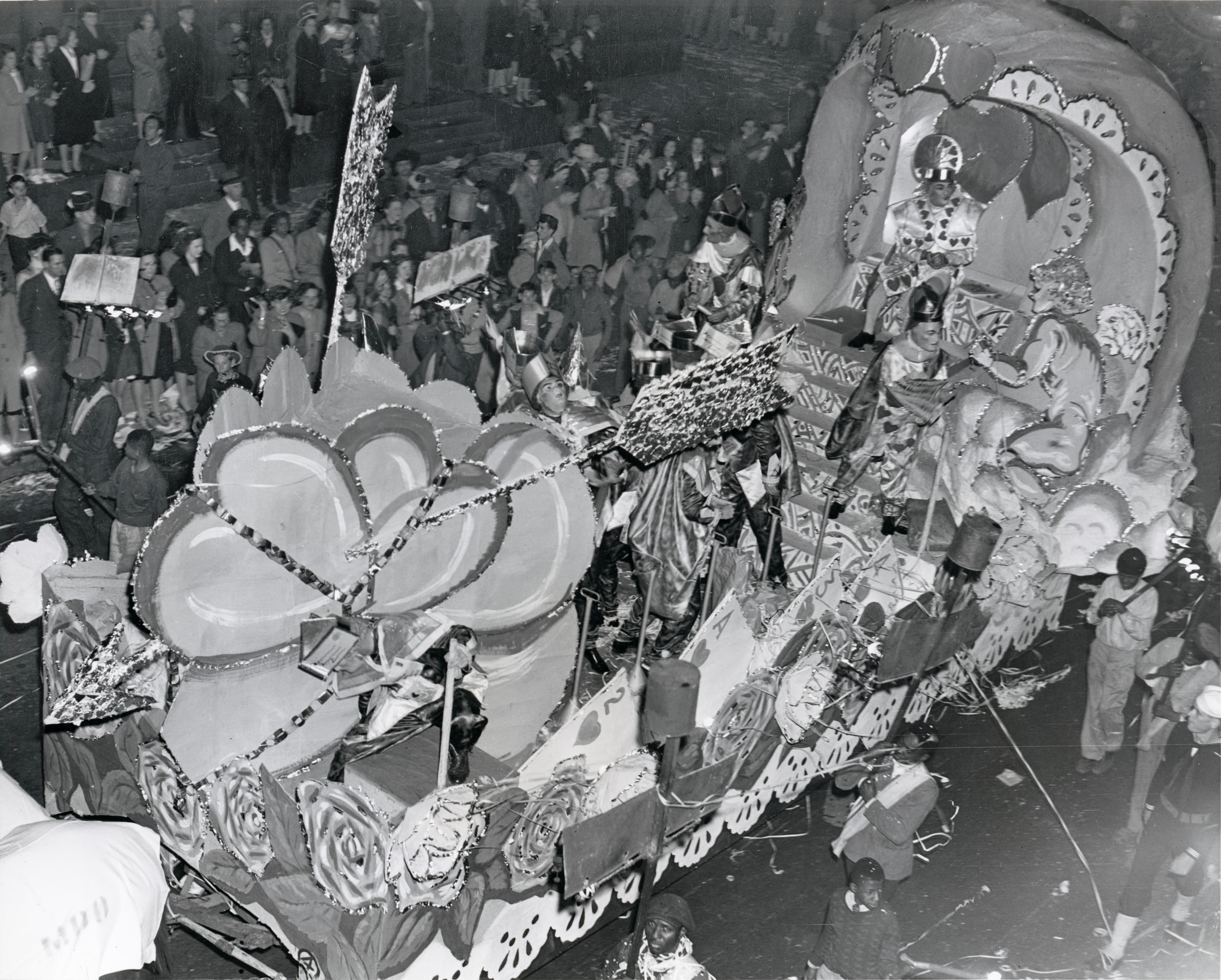
Car alegoric la parada Mardi Gras din Mobile, Alabama, 1948
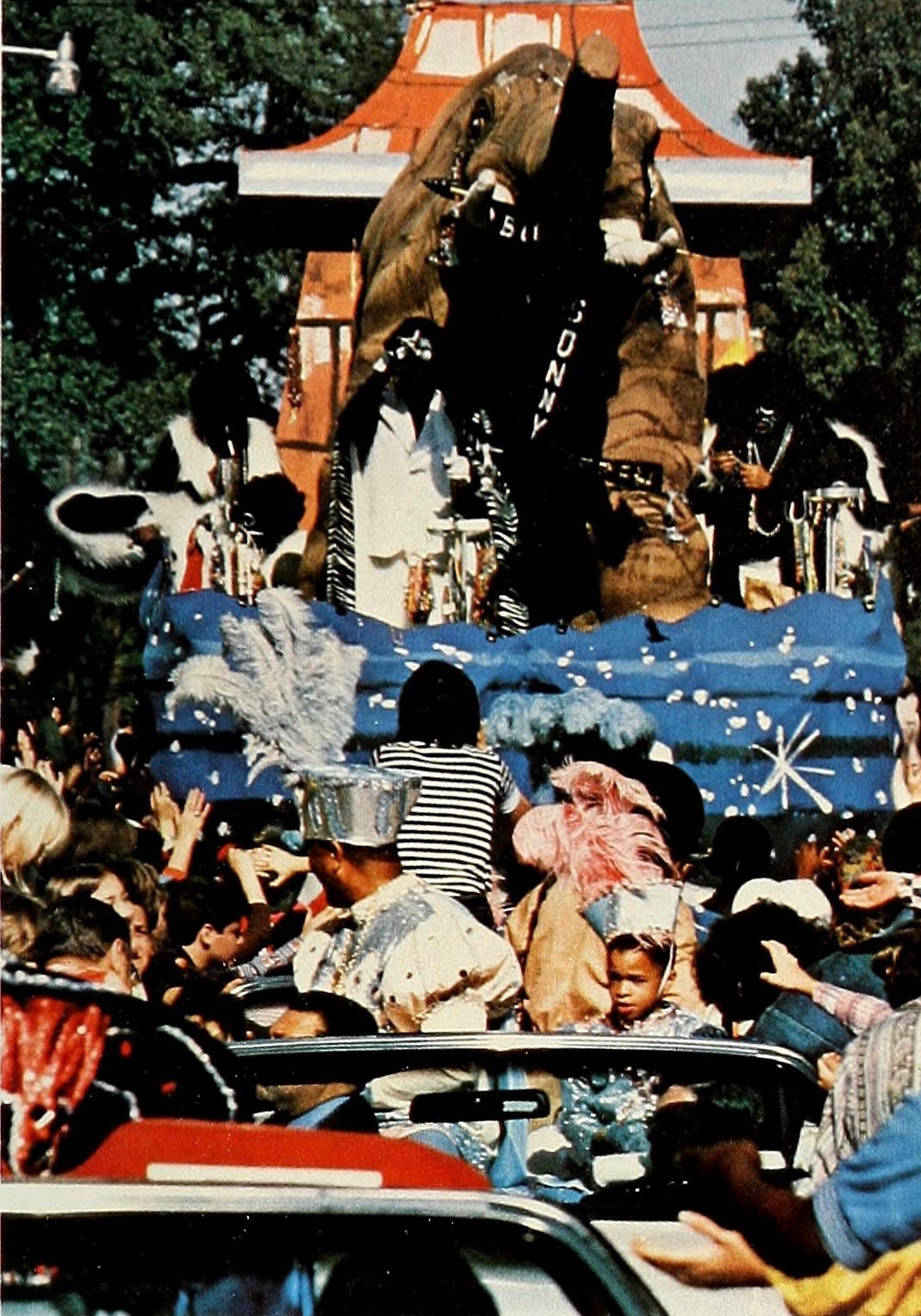
Parada Mardi Gras din New Orleans, 1975
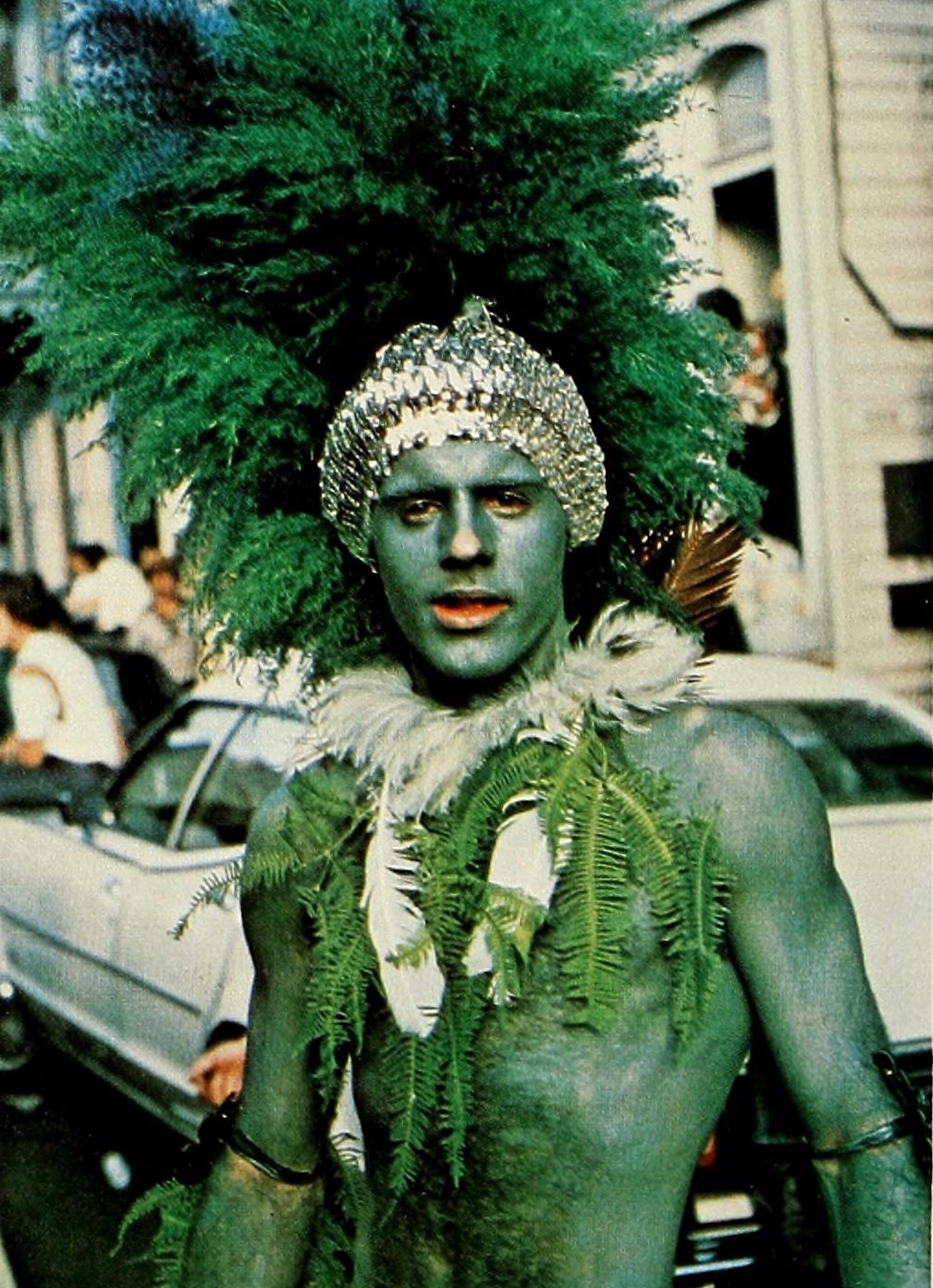
Tânăr în costum de Mardi Gras, 1975
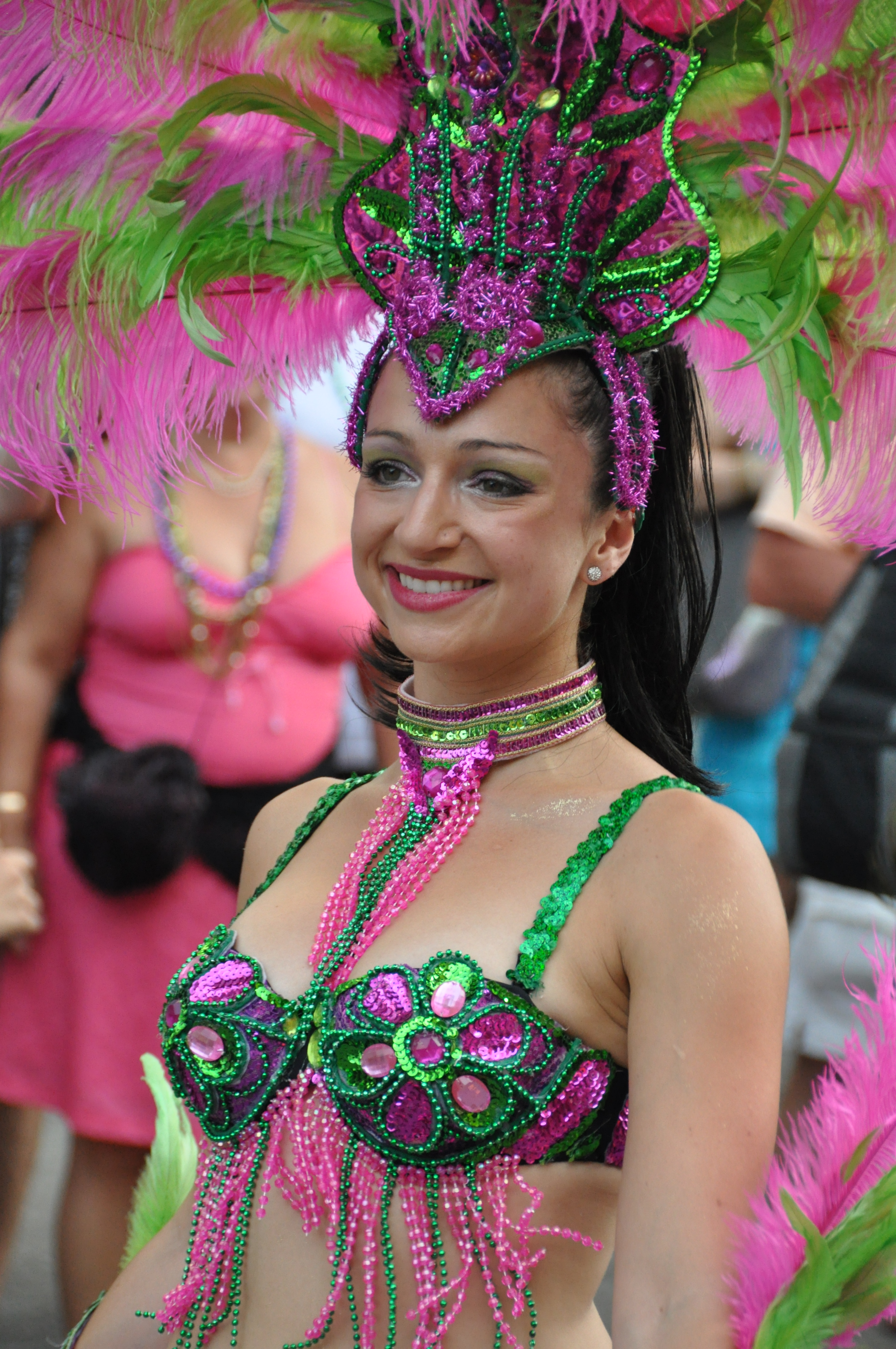
Tânără la Mardi Gras, Montreal, 2010
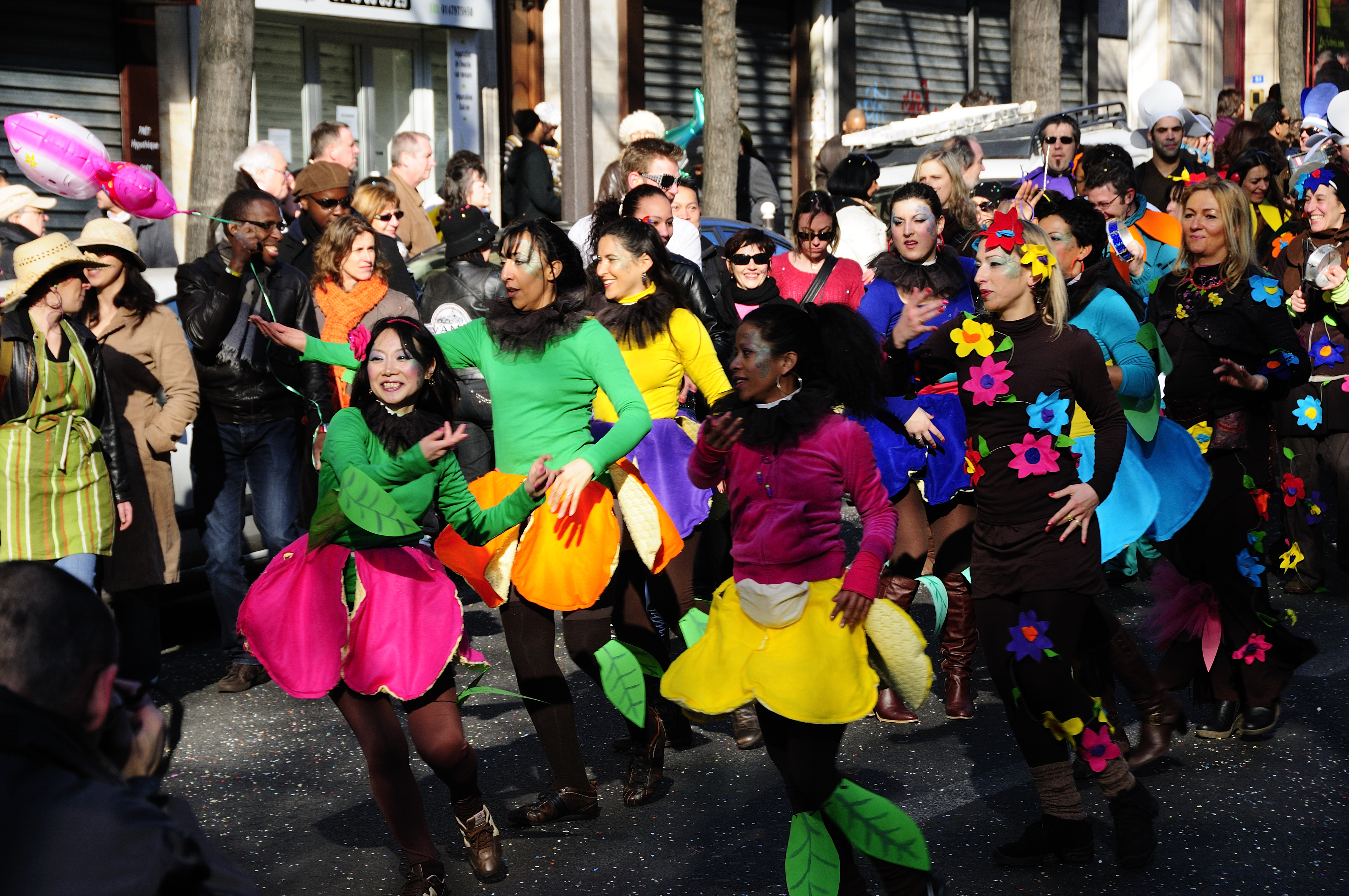
Carnaval de Paris, martie 2011

### Expozante
Obiceiul femeilor de a-și expune sânii în timpul carnavalului Mardi Gras din New Orleans a fost documentat încă din 1889, când Times-Democrat a denunțat „gradul de impudoare afișat de aproape toate femeile mascate văzute pe străzi”. Practica era limitată la turiștii din zona superioară a străzii Bourbon. Pe străzile aglomerate ale French Quarter, în general evitate de localnici în ziua de Mardi Gras, expozantele de pe balcoane determină formarea de mulțimi.
În ultimele decenii ale secolului al XX-lea, creșterea producției de casete video comerciale adresate voaiorilor a contribuit la încurajarea unei tradiții a femeilor care își arată sânii în schimbul mărgelelor și zorzoanelor. Sociologii care au studiat „ritualul de dezbrăcare” au descoperit, la Mardi Gras 1991, 1.200 de cazuri de dezgolire a corpului în schimbul mărgelelor sau al altor favoruri.

## Date
- 2010 - 16 februarie
- 2011 - 8 martie
- 2012 - 21 februarie
- 2013 - 12 februarie
- 2014 - 4 martie
- 2015 - 17 februarie
- 2016 - 9 februarie
- 2017 - 28 februarie
- 2018 - 13 februarie
- 2019 - 5 martie
- 2020 - 25 februarie
- 2021 -	16 februarie
- 2022 -	1 martie
- 2023 -	21 februarie
- 2024 - 13 februarie
- 2025 - 4 martie
- 2026 - 17 februarie